# Hărțile Kiepert ale Palestinei și Ierusalimului
Hărțile Kiepert ale Palestinei și Ierusalimului au fost importante lucrări științifice de cartografieri ale regiunii Palestinei și cartografierea Ierusalimului, publicate inițial în 1841 de cartograful german Heinrich Kiepert ca hărți care însoțesc Cercetările biblice din Palestina, magnum opus al „Părintelui geografiei biblice”, Edward Robinson.

## Hărți

### Palestina
Hărțile Palestinei au fost publicate pentru prima dată în 1841 pentru a însoți prima ediție a Cercetări biblice în Palestina, și publicate din nou în 1856 pentru a însoți a doua ediție. Acesta a fost descris ca fiind cel mai important element al publicației lui Robinson: „Poate că cea mai importantă realizare a lui Robinson a fost însă desenarea de noi hărți ale întregii regiuni. În acest scop a angajat un tânăr cartograf german, Heinrich Kiepert... Prin eforturile sale, hărțile Israelului antic au fost revizuite și îmbunătățite în detaliu; a început cartografia modernă a Țării Sfinte.”

### Ierusalimul
Harta Ierusalimului din 1845 s-a bazat inițial pe 1840–41 Royal Engineers maps of Palestine, Liban and Siria, împreună cu date din Ernst Gustav Schultz, care a fost consul prusac din 1842. A fost publicat ca parte a prelegerii lui Schultz la Gesellschaft für Erdkunde zu Berlin, și prezintă orașul contemporan cu suprapuneri biblice.